# Elizabeth Noble
Elizabeth Noble (1 de diciembre de 1968) es una escritora británica autora de siete novelas: The Reading Group, (El grupo de lectura) The Tenko Club (Círculo de amigas), Alphabet Weekends, Things I Want My Daughters to Know, The Girl Next Door y The Way We Were. las cuales han logrado un puesto en el Top 10 best sellers del Sunday Times. Su novela debut El Grupo de Lectura llegó a ocupar el número uno de la lista.

## Vida
Elizabeth nació el 1 de diciembre de 1968 en Alto Wycombe, Buckinghamshire, Reino Unido. Ella ahora vive con su marido y sus dos hijas en Nueva York. Se declara admiradora de Margaret Atwood.  Estudió lengua y literatura inglesa en Oxford University y continuó trabajando en una editorial antes de ponerse a escribir con dedicación exclusiva.

## Canon
El canon de libros imprescindibles que la autora recomienda en su novela El grupo de lectura es este:
- Se acabó el pastel. Nora Ephron, 1983.
- El castillo soñado. Dodie Smith, 1949.
- Expiación. Ian McEwan, 2001.
- La mujer que se daba con las puertas. Roddy Doyle, 1996.
- Guppies for tea. Marika Cobbold, 1993.
- Mi Antonia. Willa Cather, 1918.
- The memory box. Margaret Forster, 1999.
- Eden Close. Anita Shreve, 1989.
- La cuarta verdad. Iain Pears, 1997.
- Rebeca. Daphne Du Maurier, 1938.
- El alquimista. Paulo Coelho, 1988.
- La joven de la perla. Tracy Chevalier, 1999.